# Johan Jokinen
 (mai 2025).
Si vous disposez d'ouvrages ou d'articles de référence ou si vous connaissez des sites web de qualité traitant du thème abordé ici, merci de compléter l'article en donnant les références utiles à sa vérifiabilité et en les liant à la section « Notes et références ».
Pour les articles homonymes, voir Jokinen.
Pas d'image ? Cliquez ici
Johan Jokinen (né le 20 juin 1990 à Copenhague) est un pilote automobile danois.

## Carrière
- 2007 : Formule Ford Junior Cup : Champion et Formule Ford Danemark 2e avec 1 Pole position, 5 victoires, et 8 podiums.
- 2008 : Eurocup Formule Renault et Formule Renault 2.0 NEC 4e avec 1 Pole position, 1 victoire et 4 podiums.
- 2009 : Eurocup Formule Renault et Formule 3 Euroseries
- 2010 : FIA Formula Two Championship 2010